# Nomada rufoabdominalis
Nomada rufoabdominalis är en biart som beskrevs av Schwarz 1963. Nomada rufoabdominalis ingår i släktet gökbin, och familjen långtungebin. Inga underarter finns listade i Catalogue of Life.